# چیمیان
چیمیان (به ازبکی: Chimyan) یک منطقهٔ مسکونی در ازبکستان است که در شهرستان فرغانه واقع شده‌است. چیمیان ۳٬۴۲۴ نفر جمعیت دارد.